# Palaeomolis transversata
Palaeomolis transversata là một loài bướm đêm thuộc phân họ Arctiinae, họ Erebidae.